# Dana Ashbrook
Dana Vernon Ashbrook (San Diego, 24 maggio 1967) è un attore statunitense.

## Biografia
Fratello di Daphne e Taylor Ashbrook e figlio di un direttore di Collegio e di un insegnante, Dana debutta al Cinema nel 1978 nel film Pomodori assassini.
Dopo una pausa di dieci anni dovuta agli studi, nel 1988 ha ottenuto una certa visibilità grazie a Il ritorno dei morti viventi 2. Nel 1989 ha partecipato ai film Giù le mani da mia figlia! e Un diavolo di ragazza, mentre nel 1990 è stato diretto da Sidney Poitier in Ghost Dad - Papà è un fantasma.
Il suo nome è comunque legato al ruolo di Bobby Briggs nella serie televisiva I segreti di Twin Peaks, personaggio da lui interpretato anche nel prequel Fuoco cammina con me e nel sequel Twin Peaks.
I suoi ultimi successi sono dovuti alle serie televisive. Tra il 2001 e il 2002 interpreta l'onirico fidanzato di Prue Halliwell in un episodio di Streghe e Rich Rinaldi in Dawson's Creek. Nel 2007 ha lavorato in diversi episodi del telefilm The Killing Point. Nel 2009 ha interpretato lo squattrinato Jimmy nella serie televisiva Crash.

## Filmografia parziale

### Cinema
- L'attacco dei pomodori assassini (Attack of the Killer Tomatoes!), regia di John De Bello (1978)
- Il ritorno dei morti viventi 2 (Return of the Living Dead Part II), regia di Ken Wiederhorn (1988)
- Waxwork - Benvenuti al museo delle cere (Waxwork), regia di Anthony Hickox (1988)
- Giù le mani da mia figlia! (She's Out of Control), regia di Stan Dragoti (1989)
- Un diavolo di ragazza (Girlfriend from Hell), regia di Daniel Peterson (1989)
- Tramonto (Sundown: The Vampire in Retreat), regia di Anthony Hickox (1989)
- Ghost Dad - Papà è un fantasma (Ghost Dad), regia di Sidney Poitier (1990)
- Fuoco cammina con me (Twin Peaks: Fire Walk with Me), regia di David Lynch (1992)
- New Alcatraz, regia di Phillip J. Roth (2001)
- Python 2, regia di Lee McConnell (2002)
- La storia di John DeLorean (Framing John DeLorean), regia di Don Argott e Sheena M. Joyce (2019)

### Televisione
- California (Knots Landing) - serie TV, episodi 8x16-8x17 (1987)
- I segreti di Twin Peaks (Twin Peaks) - serie TV, 30 episodi (1990-1991)
- La vera storia di Bonnie e Clyde (Bonnie & Clyde: The True Story), regia di Gary Hoffman - film TV (1992)
- Streghe (Charmed) - serie TV, episodio 3x15 (2001)
- Dawson's Creek - serie TV, 9 episodi (2002-2003)
- The Kill Point - serie TV, 6 episodi (2007)
- Law & Order - Unità vittime speciali (Law & Order: Special Victims Unit) – serie TV, episodio 8x15 (2007)
- Crash - serie TV, 13 episodi (2009)
- Psych - serie TV, episodio 5x12 (2010)
- White Collar - serie TV, episodio 3x06 (2011)
- Twin Peaks (The Return) - serie TV, 7 episodi (2017)
- Insatiable - serie TV, 2 episodi (2017)
- High Potential - serie TV 8x01 (2024)

## Doppiatori italiani
Nelle versioni in italiano delle opere in cui ha recitato, Dana Ashbrook è stato doppiato da:
- Riccardo Niseem Onorato ne I segreti di Twin Peaks, Twin Peaks - Fuoco cammina con me, Twin Peaks (2017)
- Corrado Conforti ne Il ritorno dei morti viventi 2
- Vittorio De Angelis in Giù le mani da mia figlia!
- Davide Lepore in Ghost Dad - Papà è un fantasma
- Giorgio Borghetti in Dawson's Creek
- Francesco Pezzulli in Crash
- Gaetano Varcasia in Law & Order - Unità vittime speciali
- Riccardo Rossi in White Collar
- Mauro Magliozzi e Fabrizio Vidale in Psych
- Alberto Bognanni in High Potential